# Adet
Adet (običaj), jedno od zakonskih vrela osmanske države. Predstavlja običajno pravo koje se u islamskim državama primjenjivalo usporedno sa šerijatskim pravom. Ako šerijat i kanuni nisu točno uređivali stvari, adet je dopunjavao pisani zakonik. Zbog različite naravi odnosa po pokrajinama, adet je različit prema pokrajinama. Nemuslimanima je bilo dopušteno da za njih vrijede njihovi adeti, osim su bili u suprotnosti sa šerijatom i kanunima.